# Observatori Internacional de la Democràcia Participativa
L'Observatori Internacional de la Democràcia Participativa (OIDP) és una xarxa composta per unes 700 ciutats de tot el món, organitzacions, centres de recerca i entitats interessades en conèixer, intercanviar i aplicar experiències de democracia participativa a nivell local. Té com a objectiu profunditzar la democracia en el govern de les ciutats, crear sinèrgies i diversificar la composició dels seus membres per arribar a totes les regions del món i, així, descentralitzar la seva estructura.

## Història
L’OIDP va néixer el 2001 en el marc dels Projectes de Cooperació Descentralitzada del Programa URB-AL de la Comissió Europea. A més, des del 2006 la xarxa treballa en col·laboració amb l’organització Ciutats i Governs Locals Units (CGLU), que té com a objectiu contribuir a la producción de coneixement innovador en el camp de la democràcia participativa i és al servei dels governs locals.
Posteriorment, el novembre del 2011 es va proposar emfatitzar el seu propòsit original de converitr-se en un espai d’intercanvi d’experiències útil per als seus membres. D’aquesta manera, l’OIDP assumeix novament el repte de reflexionar sobre democracia participativa a nivell global amb l’objectiu d’innovar i recomanar polítiques a les administracions publiques del món.

## Projectes i activitats
Per assolir els objectius de la xarxa, l’OIDP desenvolupa els projectes i activitats següents:
- Conferència internacional de l’OIDP:

Des de la seva formació, cada any un govern local membre de l’OIDP ostenta la presidència de la xarxa. Quan ho fa assumeix el compromís d’avançar en el camp de la democràcia participativa i es compromet a compartir experiències i coneixements en aquest camp organitzant una conferència internacional.
- Distinció OIDP "Bona Pràctica en Participació Ciutadana":

L’OIDP promou la Distinció OIDP “Bona Pràctica en Participació Ciutadana” per premiar aquelles experiències innovadores en el camp de la democràcia participativa que hagin sigut desenvolupades en l’àmbit local. Concretament, la distinció valora si afavoreixen la participació i implicació dels ciutadans en l'elaboració i implementació de les polítiques públiques.
Llistat de guanyadors de la Distinció OIDP:
- I Distinció: 2006. Processos i mecanismes d'inclusió de les dones indígenes a la gestió local. El Pressupost Participatiu de Cotacachi (Equador)
- II Distinció: 2007. Pressupost Participatiu Digital de Belo Horizonte (Brasil)
- III Distinció: 2008. Programa Guarda Chuva: Model de Gestió de Riscos de Recife (Brasil)
- IV Distinción: 2009. Programa Comunitari de Millora Barrial (PCMP). México D.F. (Mèxic)
- V Distinció: 2010. Pressupost Participatiu. Rosario (Argentina)
- VI Distinció: 2012. Plans de Barri. Madrid (Espanya)
- VII Distinció: 2013. Barris i zones d'intervenció prioritària. Lisboa (Portugal)
- VIII Distinció: 2014. Pressupost Participatiu, serveis públics rurals. Chengdú (Xina)
- IX Distinció: 2015. Ajuntament Obert. Quart de Poblet (Espanya)
- X Distinció: 2016. Sistema de Participació Popular i Ciutadana. Canoas (Brasil)
- XI Distinció: 2017. Programa Barris i Comunitats de Veritat. La Paz (Bolivia)
- Grups de treball:

La xarxa afavoreix la creació de grups de treball que reflexionen de manera conjunta sobre una àrea, de manera que es promoguin instruments perquè els governs locals reforcin la democràcia i impulsin l'exercici de la ciutadania  en el debat, disseny, decisió i implementació dels diferents projectes.
- Xarxa dels Observatoris Locals de Democràcia Participativa (OLDP):

Aquest projecte s’enmarca originàriament dins del Programa de Cooperació Descentralitzada URB-AL de la Comissió Europea. Busca crear observatoris locals en diferents ciutats europees i llatinoamericanes per conèixer i avalular el desenvolupament de la democràcia participativa i així poder orientar les experiències que s’estan implementant.